# Cui Bai

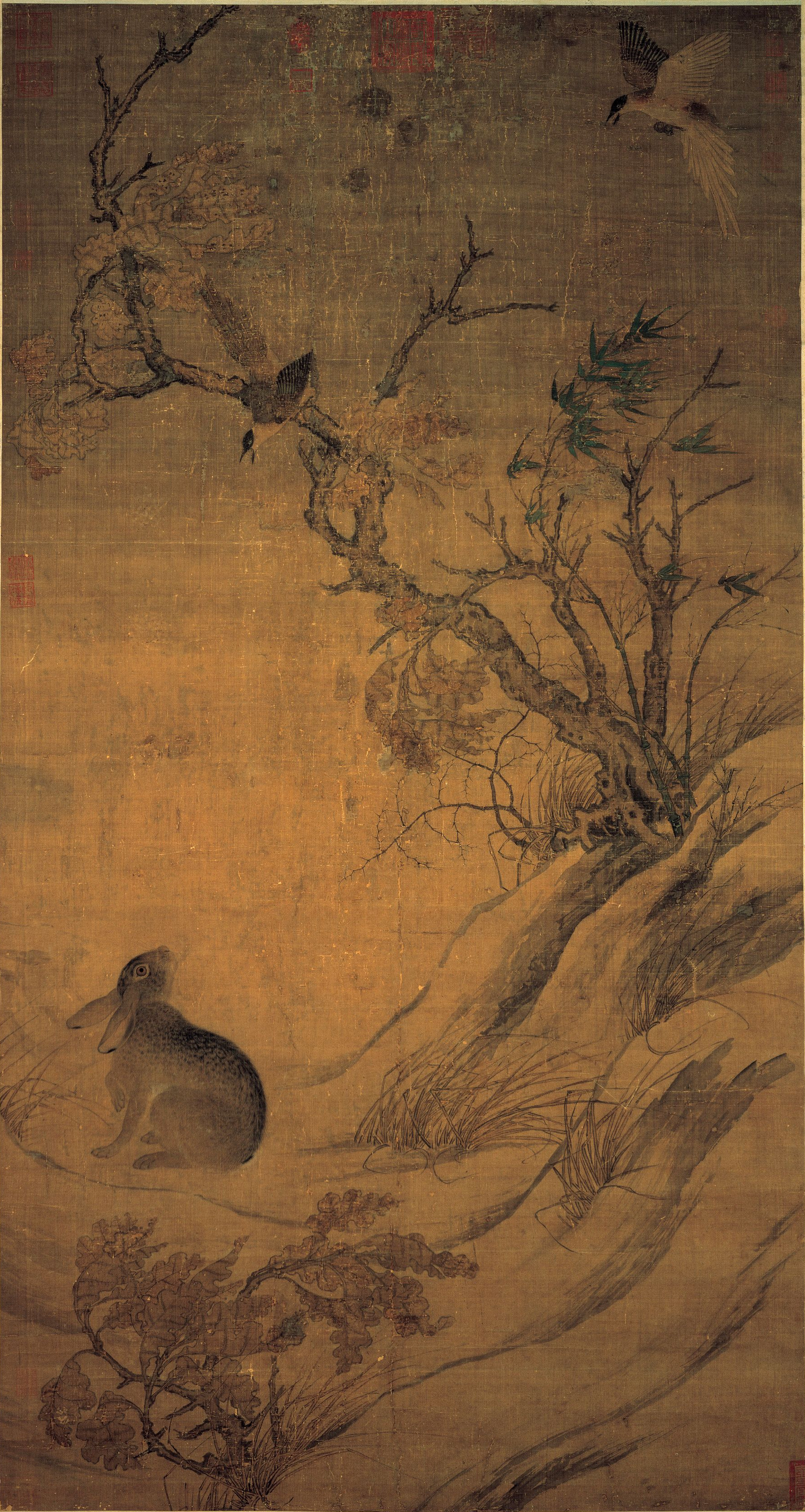
Skator och hare

Cui Bai (kinesiska: 崔白?, pinyin: Cuī Bái), även känd som Cui Bo, stilnamn Zixi (子西) (fl. 1050–1080) var en framstående kinesisk bildkonstnär under Norra Song-dynastin (960–1279). Cui levde i Anhuiprovinsen och var framför allt känd för sina målningar av djur och växter. Någon gång under sin livstid reste han till huvudstaden Kaifeng för att söka anställning som hovkonstnär, och blev emottagen av Kejsare Shenzong av Song, som beundrade hans verk. Han blev sedermera en välrenommerad konstnär i Shenzongs hov, men fick ett obekvämt rykte till följd av sitt ofta excentriska beteende.
Cui Bai är idag känd för två tavlor föreställande skator respektive sparvar. Skator och hare, även känd som Dubbel lycka till följd av det identiska uttalet av "två skator" respektive "två lyckor" på mandarin, finns nu på Nationella Palatsmuseet i Taipei. Tavlan var ursprungligen ämnad som gåva i gratulationssyfte, sannolikt i samband med ett bröllop. Vintersparvar, en stor handrulle, återfinns nu i Förbjudna staden i Peking.